# Lawrence Roberts (scientifique)
Pour les articles homonymes, voir Lawrence Roberts (basket-ball) et Roberts.
Lawrence Gilman Roberts (né le 21 décembre 1937 à Wesport dans le Connecticut et mort le 26 décembre 2018 à Redwood City en Californie) est un ingénieur américain en informatique qui fut un des pionniers d'Internet.

## Biographie
Né en 1937 dans le Connecticut et fils d'Elliott et Elizabeth Roberts, qui avaient tous deux un doctorat de chimie, il est lui-même titulaire d’un doctorat et d’un master en Génie électronique du MIT. Après avoir travaillé au service du Lincoln Laboratory du MIT, il est en 1966 devenu directeur de programme à l'ARPA, au « bureau Contrôle et commande », devenu en 1964 « Bureau des techniques de traitement de l'information » ou IPTO (Information Processing Techniques Office). Lorsque Robert Taylor (scientifique) est envoyé faire la guerre du Vietnam en 1969, Lawrence Roberts devient le directeur de l'IPTO. Il lance un important projet de recherche, l'Augmentation Research Center, mené par Douglas Engelbart.
Lawrence Roberts a dans la foulée travaillé à la DARPA en collaboration avec Vinton Cerf et Robert Elliot Kahn à la création de l’ARPAnet, le premier réseau à transfert de paquets. Chargé du projet « Augmentation Research Center », mené par Douglas Engelbart, il contribue à la mise en place du deuxième nœud d'Arpanet. En juillet 1972, il développe la première application permettant de lister, de lire de manière sélective, d'archiver, de répondre ou de faire suivre un e-mail et ainsi améliore les possibilités ouvertes par Ray Tomlinson. Dès lors, la messagerie électronique n'aura de cesse de croître, pour devenir la principale utilisation du réseau des réseaux au début du XXIe siècle.  
Plus tard, il a fondé Telenet, le premier opérateur de données fonctionnant à l’aide de cette technologie, puis a développé le protocole X.25 sur lequel est fondé le réseau européen EUNet.
Il a ensuite dirigé DHL, NetExpress et ATM Systems puis Packetcom, une compagnie qui conçoit des technologies avancées pour Internet.

## Distinctions
- 1976 : Prix commémoratif Harry H. Goode